# Nikola Jojić
Nikola Jojić (in serbo Никола Јојић?; Čačak, 15 settembre 2003) è un calciatore serbo, attaccante del Radomlje in prestito dallo Stoke City.

## Carriera

### Club
Tra il 2021 ed il 2023 ha segnato 9 reti in 44 presenze nella prima divisione serba con la maglia del Mladost Lučani.
Il 22 agosto 2023 ha firmato un contratto quadriennale con lo Stoke City, club militante in Championship.

### Nazionale
Ha giocato nelle nazionali giovanili serbe Under-19 ed Under-21.

## Statistiche

### Presenze e reti nei club
Statistiche aggiornate al 27 settembre 2023.
| Stagione        | Squadra         | Campionato      | Campionato | Campionato | Coppe nazionali | Coppe nazionali | Coppe nazionali | Coppe continentali | Coppe continentali | Coppe continentali | Altre coppe | Altre coppe | Altre coppe | Totale | Totale | Totale |
| Stagione        | Squadra         | Comp            | Pres       | Reti       | Comp            | Pres            | Reti            | Comp               | Pres               | Reti               | Comp        | Pres        | Reti        | Pres   | Reti   |        |
| --------------- | --------------- | --------------- | ---------- | ---------- | --------------- | --------------- | --------------- | ------------------ | ------------------ | ------------------ | ----------- | ----------- | ----------- | ------ | ------ | ------ |
| 2021-2022       | Mladost Lučani  | SL              | 5          | 2          | CS              | 0               | 0               |                    | -                  | -                  |             | -           | -           | 5      | 2      |        |
| 2022-2023       | Mladost Lučani  | SL              | 37         | 7          | CS              | 1               | 1               |                    | -                  | -                  |             | -           | -           | 38     | 8      |        |
| ago.2023        | Mladost Lučani  | SL              | 2          | 0          | CS              | 0               | 0               |                    | -                  | -                  |             | -           | -           | 2      | 0      |        |
| 2023-2024       | Stoke City      | FLC             | 0          | 0          | FACup+CdL       | 0+1             | 0               |                    | -                  | -                  |             | -           | -           | 1      | 0      |        |
| Totale carriera | Totale carriera | Totale carriera | 44         | 9          |                 | 2               | 1               |                    | -                  | -                  |             | -           | -           | 46     | 10     |        |